# Toulvaddie
Toulvaddie (Schots-Gaelisch: Toll a' Mhadaidh) is een dorp in de buurt van Tain in de Schotse lieutenancy Ross and Cromarty in het raadsgebied Highland.